# Пітер Робертсон
Пітер Джон Робертсон (17 лютого 1976, Мельбурн, Австралія) — австралійський тріатлоніст. Триразовий чемпіон світу, учасник двох Олімпіад.

## Біографічні відомості
Тріатлоном почав займатися з шістнадцяти років. На літніх Олімпійських іграх 2000 року в Сіднеї показав 34-й результат (1: 51: 39,04), а наступній літніх Олімпійських іграх 2004 року в Афінах — 24-й (1: 55: 44.36). Брав участь у шести чемпіонатах світу, де здобув три золоті і дві срібні нагороди. 2015 року обраний до Зали слави Міжнародної федерації тріатлону.

## Досягнення
- Чемпіон світу (3): 2001, 2003, 2005
- Віце-чемпіон світу (2): 200, 2002

## Статистика
Статистика виступів на головних турнірах світового тріатлону:
| Рік  | Назва турніру      | Місто           | Місце | Примітки |
| ---- | ------------------ | --------------- | ----- | -------- |
| 2000 | Чемпіонат світу    | Перт            | 2     |          |
| 2000 | Олімпійські ігри   | Сідней          | 34    |          |
|      | Кубок світу        | загальний залік | 4     |          |
| 2001 | Чемпіонат світу    | Едмонтон        | 1     |          |
|      | Ігри доброї волі   | Брисбен         | 7     |          |
| 2002 | Ігри Співдружності | Манчестер       | 9     |          |
|      | Чемпіонат світу    | Канкун          | 2     |          |
|      | Кубок світу        | загальний залік | 5     |          |
| 2003 | Чемпіонат світу    | Квінстаун       | 1     |          |
|      | Кубок світу        | загальний залік | 10    |          |
| 2004 | Олімпійські ігри   | Афіни           | 24    |          |
| 2005 | Чемпіонат світу    | Гамагорі        | 1     |          |
| 2006 | Ігри Співдружності | Мельбурн        | 3     |          |
|      | Чемпіонат світу    | Лозанна         | 6     |          |
| 2007 | Кубок світу        | загальний залік | 98    |          |
| 2008 | Кубок світу        | загальний залік | 42    |          |
| 2009 | Світова серія      | загальний залік | 69    |          |
| 2010 | Світова серія      | загальний залік | 110   |          |